# 维利耶站

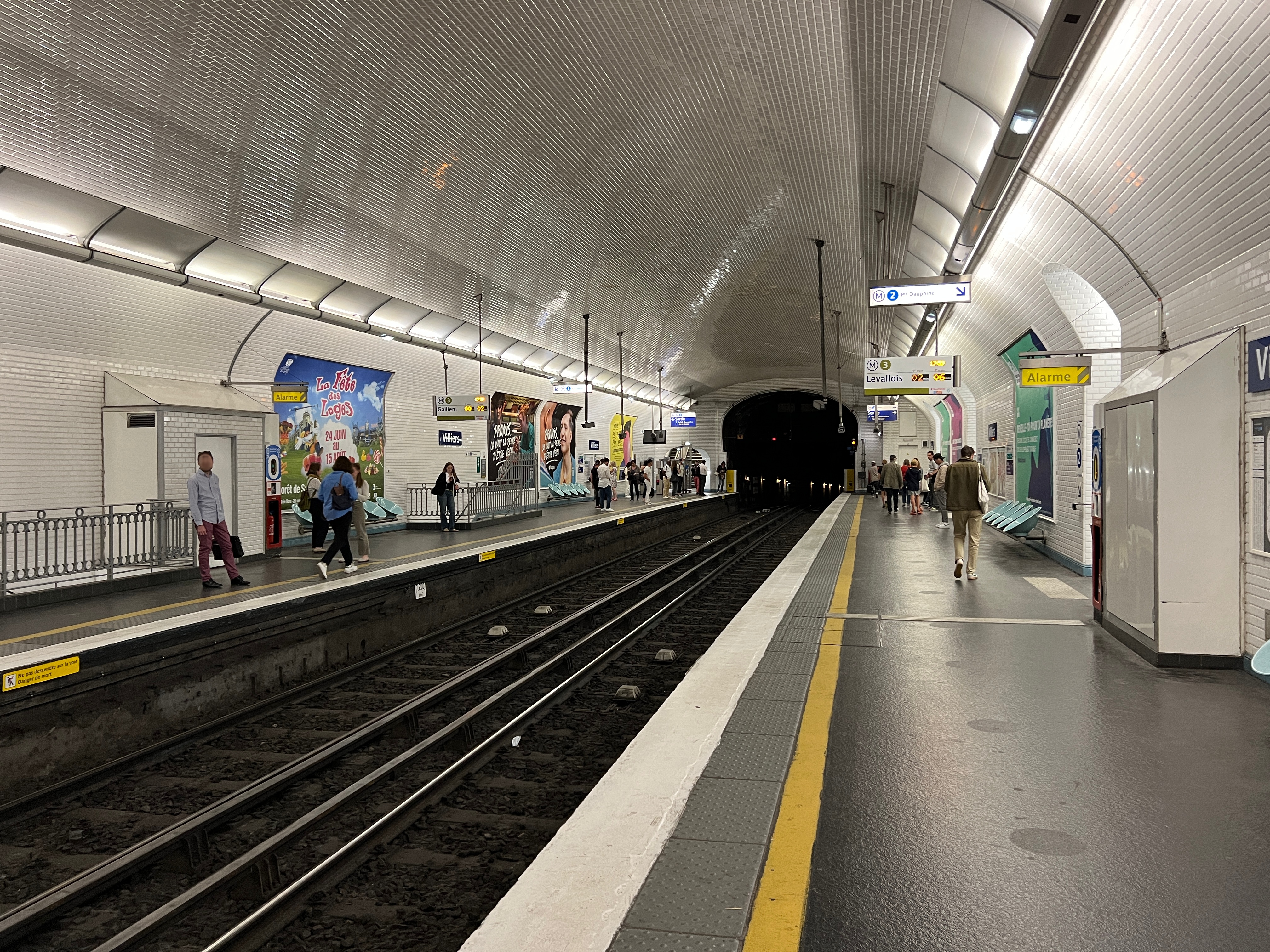
3號線月台 (2022年7月)

维利耶站（法語：Villiers）是巴黎地鐵2號線和巴黎地鐵3號線的一個交會車站，地處巴黎8區和巴黎17區的交界處。维利耶站的2號線月台開通於1903年1月21日，3號線部分開通於1904年10月19日。車站名稱來自於维利耶大街。

## 車站結構
| 街道      |                    |                                |
| B1        | 月台連接夾層       |                                |
| 2號線月台 | 側式月台，右側開門 | 側式月台，右側開門             |
| 2號線月台 | 西行               | 往太子妃门 （蒙梭）            |
| 2號線月台 | 東行               | 往民族 （羅馬）                |
| 2號線月台 | 側式月台，右側開門 |                                |
| 3號線月台 | 側式月台，右側開門 | 側式月台，右側開門             |
| 3號線月台 | 西行               | 往勒瓦卢瓦桥-贝孔 （马勒塞布） |
| 3號線月台 | 東行               | 往加列尼（歐洲）               |
| 3號線月台 | 側式月台，右側開門 |                                |